# کریس اسپنسر
کریس اسپنسر (به انگلیسی: Chris Spencer) (زاده ۲ ژانویه ۱۹۶۸) بازیگر، کمدین، فیلم‌نامه‌نویس و تهیه‌کننده فیلم آمریکایی است. همچنین او فیلم بازگشت به نوار (۲۰۲۳) را کارگردانی کرده است. او در فیلم پستی بازی کرده است.